# Командир на взвод
Командирът на взвода е пряк началник на личния състав от взвода. Той ръководи и контролира обучението на военнослужещите от командирите на отделения. Подчинен е на командира на ротата (батареята, звеното).

## Заместник-командир на взвод
Заместник-командирът на взвода е подчинен на командира на взвода. По поддържането на вътрешния ред заместник-командирът на взвода е подчинен и на главния сержант на ротата. Той е пряк началник на личния състав на взвода и изпълнява задълженията на командира на взвода при неговото отсъствие, както и тези на главния сержант на ротата по заповед на командира на ротата.